# Попутный (остров)
Попу́тный — остров архипелага Северная Земля. Административно относится к Таймырскому Долгано-Ненецкому району Красноярского края.
Расположен у северного побережья острова Пионер, в 650 метрах от него.
Имеет неровную вытянутую вдоль побережья острова Пионер форму длиной чуть менее 4 километров и шириной до 1,4 километра. Свободен ото льда, центральную часть острова занимает скала высотой до 29 метров. Северный и юго-западный берег обрывистый, высотой 4—8 метров. Глубина моря у побережья острова составляет 28—34 метра.